# Заєць Олександр Юрійович
Олекса́ндр Ю́рійович За́єць (28 жовтня 1993, село Селятин, Путильський район, Чернівецька область — 7 серпня 2014, село Маринівка, Шахтарський район, Донецька область) — солдат Державної прикордонної служби, учасник російсько-української війни.

## Життєпис
Народився 1993 року в селі Селятин (Путильський район, Чернівецька область). В 2010 закінчив Селятинську школу I—III ступенів, у вересні 2010 року поступив в Політехнічний коледж м. Чернівці на навчання за спеціальністю «будівництво та експлуатація будівельних споруд». 10 квітня 2014 року підписав контракт на строкову військову службу, далі перебував в м. Оршанець в навчальній частині. Згодом відправили в Свердловський район с. Зеленопілля, де перебував 58 днів, з яких в оточенні був 22 дні.
Загинув під час організованого прориву з оточення у «довжанському котлі» (сектор «Д») на з'єднання з основними силами після 22-денної героїчної оборони державного кордону під постійними масованими обстрілами з боку терористів та з боку Росії. Українські герої з боями вийшли в район Савур-Могили та Амвросіївки. Прорив тривав три доби. Тоді ж полягли капітан Лифар Сергій Іванович, старші прапорщики Діхтієвський Віктор Миколайович й Присяжнюк Ігор Васильович, сержант Кислицький Олег Володимирович, старший матрос Колісниченко Євген Анатолійович, солдати Антипов Микола Павлович, Бойко Сергій Олександрович, Кумановський Віктор Анатолійович та Птіцин Віталій Ігорович.
Зі спогадів рідних: від'їжджав із бажанням служити. Останні мрії — повернутись з пекла бойових дій та добре поїсти вдома домашньої їжі, не чути і не бачити пострілів.
У загиблого залишились батьки та брат.

## Нагороди та вшанування
- Нагороджений орденом «За мужність» III ступеня (2014, посмертно).[2]
- його портрет розміщений на меморіалі «Стіна пам'яті полеглих за Україну» у Києві: секція 2, ряд 7, місце 23.